# Горняцкий (Костанайская область)
Горня́цкий (каз. Горняк) — посёлок городского типа в Костанайской области Казахстана, подчинён городской администрации Рудного. Административный центр Горняцкой поселковой администрации. Код КАТО — 392433100.
Расположен в 6 км от железнодорожной станции Железорудная и в 57 км к юго-западу от Костаная. В 8 км к северу от посёлка находится озеро Кунайжарколь.
Близ посёлка — добыча железной руды.

## История
Впервые упоминается в 1958 году как посёлок Аварийный. Решением Рудненского горисполкома № 101 от 25 февраля 1964 года посёлок Аварийный переименован в Горняцкий. Постановлением Кустанайского облмаслихата от 15 июля 1994 года посёлок Горняцкий отнесен к категории поселков городского типа и подчинен Рудненской городской администрации. 2 июля 1994 года образована Горняцкая поселковая администрация, в подчинение которой передавались села Алексеевка и Перцевка.

## Население
В 1999 году население посёлка составляло 1270 человек (598 мужчин и 672 женщины). По данным переписи 2009 года, в посёлке проживали 1462 человека (729 мужчин и 733 женщины).
По данным на 1 января 2016 года население посёлка составляло 1551 человек (793 мужчины и 758 женщин).

## Транспорт
Посёлок Горняцкий имеет транспортную связь с городом Рудным по нескольким маршрутам:
- Маршрут № 1: Автовокзал, Стадион, Уч. Комбинат, Пожарная часть, Школа № 6, УМР, Соколовское РУ, УГЖДТ, МПЗ, Фабрика, АТУ, Теплицы, пос. Горняцкий, Сарбайское РУ Интервал — 1 раз в час с 6:00 до 19:00.

Прямая связь с Костанаем и подчинённой его администрации Перцевкой отсутствует — для этого необходимо сделать пересадку на автовокзале.
Также для связи с основными районами города необходимо пересаживаться в другие маршруты. Для облегчения жизни жителей посёлка с мая 2016 года проезд из посёлка взимается по городскому тарифу, до этого для всей промзоны далее фабрики проезд был дороже, чем в городе, а также не было льгот для пенсионеров и ветеранов ВОВ (то есть районы находились за городской чертой Рудного).